# 吳道南 (萬曆進士)
吳道南（1550年—1623年），字會甫，號曙谷，江西撫州府崇仁縣石莊（今石莊鄉石莊村）人，明代官員。

## 生平
神宗萬曆十年（1582年）壬午科江西鄉試舉人，萬曆十七年（1589年）登一甲第二名進士（榜眼），授翰林院編修，二十二年浙江主考，二十六年晋升左中允。萬曆三十一年（1603年）在东宫负责讲授，太子偶尔走神，吴道南即刻中止讲授，拱手等候，太子因此动容，历任左谕德、少詹事。三十七年晋升礼部右侍郎，负责礼部事务。
萬曆三十八年（1610年）父亲去世后他回乡服丧。服丧期满，四十一年（1613年）即被任命为礼部尚书兼东阁大学士，参与机要事务，与方从哲一起受命。他多次推辞皇帝都不同意，此后很久才进京。旧制，朝廷大臣接受官职，先要当面称谢才就任。皇帝很久不朝见了，大臣们都是先就职。吴道南上朝，没被召见，不敢就职。同官方从哲说，皇帝指令他先就职，吴道南上奏答谢。住了数日，奏称：“我就任十多天了，仅仅下发了瑞王婚礼一份奏疏。其他的如为太子讲学、诸王预先受教育、简选大臣、举荐未重用的贤士、撤除税使、补充言官等诸事，是朝廷大臣口干舌燥所请求的，却都杳无音信，难道陛下将我们的建议闲置一边吗？”皇帝好言回答，最终却不施行。等到皇帝因为梃击案变故，在慈宁宫召见群臣时，吴道南才得以向皇帝当面致谢，从此再也没有获得召见。根據萬曆野獲編的記載，皇帝因為梃击案召見方从哲、吳道南。此時御史劉光復因為擅自講話，被太監圍毆。吳道南因此嚇得大小便失禁。
萬曆四十四年（1616年），他与礼部尚书劉楚先主持会试。吴江的举人沈同和是副都御史沈季文之子，目不识丁，贿赂礼部官吏，与同乡赵鸣阳考舍联号。他首场考试的七篇文章，除了抄自坊刻本之外，都是赵鸣阳手笔。考榜发布，沈同和列第一，赵鸣阳也中了榜，京都民众哗然。吴道南等人赶紧检举，皇帝下诏进行复试。并将沈同和交付法司审理，贬去戍守烟瘴之地，赵鸣阳也被除名。之后他上疏乞求退休，连续上疏达二十八次，神宗都不允，直到萬曆四十五年七月继母邓氏去世，才准回家守制。
熹宗即位，泰昌元年（1620年）十二月加太子太保、户部尚書兼文淵閣大學士。熹宗天启三年（1623年）卒，贈少保，謚文恪。

## 著作
著有《日讲录》等。

## 家族
曾祖吴子新，廪生。祖父吴玠，乡宾。父吴一龍，選贡、國子生。母李氏，繼母鄧氏。
子吴之屏、吴之京，天啓元年俱以父廕授中书舍人。

## 延伸阅读
Module:Wikisource_further_reading第46行Lua错误：attempt to concatenate local 'id' (a nil value)